# Szastarka (zniesiona osada)
Szastarka (Szastarka-Stacja) – dawna osada w Polsce, w województwie lubelskim, w powiecie kraśnickim, w gminie Szastarka.
1 stycznia 2024 nazwa miejscowości została zniesiona.
W latach 1975–1998 miejscowość administracyjnie należała do województwa tarnobrzeskiego.
Osada jest sołectwem Szastarka-Stacja gminy Szastarka. Na koniec 2021 roku sołectwo liczyło 501 mieszkańców.